# スチュアート・リトル
『スチュアート・リトル』（Stuart Little）は、1999年のアメリカ合衆国の映画。原作はE・B・ホワイトの同名小説。監督は『ライオン・キング』のロブ・ミンコフ。脚本は『シックス・センス』のM・ナイト・シャマラン。
コンピュータアニメーションの動物たちが活躍するファミリー映画。

## あらすじ
ニューヨーク・セントラルパークの近郊に小さな一軒屋を構えるリトル一家は、ミスター・リトル、ミセス・リトル、一人息子のジョージ、ペットの猫スノーベルの平凡だが仲の良い家族。ジョージはかねてより一緒に遊べるような弟を欲しがっており、その為リトル夫妻は児童養護施設に訪れる。
身寄りの無い子供達がいる広間に通されたリトル夫妻は、その人数の多さに仰天するが、夫妻の傍らで「家族になるべき子なら、見つけた瞬間に心が感じるはず」と、子供達と同じ制服を着た小さな白いねずみからアドバイスを受ける。そのねずみ＝スチュアートに運命を感じた夫妻は、彼を引き取りジョージの弟とすることに決める。
家にたどり着いたスチュアートは、初めて感じる家族の雰囲気や自宅があることに深く感動するが、天敵スノーベルに食べかけられたり、ジョージには「まともに遊べる相手じゃない」と拒絶され、前途多難な生活の幕開けとなってしまう。
それでもポジティブなスチュアートは、ジョージと出来る限り接しようとするが、なかなか受け入れてもらえない。スノーベルとも家族として距離を縮めようと懸命だが、本来捕獲するべき存在であるスチュアートのペットになる事は、プライドが許さないスノーベルには到底認めることができなかった。
そんな二人も、セントラル・パークでのボートレース参加をきっかけに、急速に仲良くなる。ジョージ自身、まだ弟としては受け入れられないものの、相棒・友達としてスチュアートを受け入れ始めていた。
ボートレース当日、ボートを操作するためのリモコンを不注意で踏まれて壊してしまったスチュアートは、自らボートを操縦しレースに参加することに決める。
進路妨害や突風なども機転で切り抜け、みごとレース優勝をジョージにもたらした。
晴れてジョージからも家族と認められ、親戚一同にお披露目となったある晩、リトル家にとある夫婦が訪問してきた。

## キャスト
| 役名                 | 俳優                             | 日本語吹替 | 日本語吹替   | 日本語吹替 |
| 役名                 | 俳優                             | ソフト版   | テレビ朝日版 | TBS版      |
| -------------------- | -------------------------------- | ---------- | ------------ | ---------- |
| スチュアート・リトル | マイケル・J・フォックス（声）    | 藤原竜也   | 三ツ矢雄二   | 三ツ矢雄二 |
| ミセス・リトル       | ジーナ・デイヴィス               | 高島雅羅   | 佐々木優子   | 佐々木優子 |
| ミスター・リトル     | ヒュー・ローリー                 | 小川真司   | 大塚芳忠     | 大塚芳忠   |
| ジョージ・リトル     | ジョナサン・リプニッキ           | 大谷育江   | 亀井芳子     | 亀井芳子   |
| スノーベル           | ネイサン・レイン（声）           | 恵俊彰     | 内田直哉     | 恵俊彰     |
| スモーキー           | チャズ・パルミンテリ（声）       | 内海賢二   | 池田勝       | 池田勝     |
| モンティ             | スティーヴ・ザーン（声）         | 石塚英彦   | 桐本琢也     | 桐本琢也   |
| ラッキー             | ジム・ドゥーハン（声）           | 亀山助清   | 岡田貴之     | 岡田貴之   |
| レッド               | デヴィッド・アラン・グリア（声） | 立木文彦   | 石住昭彦     | 石住昭彦   |
| ミスター・スカウト   | ブルーノ・カービー（声）         | 富田耕生   | 村松康雄     | 村松康雄   |
| ミセス・スカウト     | ジェニファー・ティリー（声）     | 藤田淑子   | 渡辺美佐     | 渡辺美佐   |
| クレンショーおじさん | ジェフリー・ジョーンズ           | 銀河万丈   | 斎藤志郎     | 斎藤志郎   |
| ティナおばさん       | コニー・レイ                     | 小宮和枝   | 幸田夏穂     | 幸田夏穂   |
| ベアトリスおばさん   | アリス・ビーズレー               | 雨蘭咲木子 | 安達忍       | 安達忍     |
| いとこのエドガー     | ブライアン・ドイル＝マーレイ     | 緒方賢一   | 上田敏也     | 上田敏也   |
| エステルおばあさん   | エステル・ゲティ                 | 京田尚子   | 滝沢ロコ     | 滝沢ロコ   |
| スペンサーおじいさん | ハロルド・グールド               |            |              |            |
| ストレッチおじさん   | パトリック・オブライエン         | 納谷六朗   | 家中宏       | 家中宏     |
| キーパーさん         | ジュリア・スウィーニー           | 堀越真己   | 堀越真己     | 堀越真己   |
| ビーチウッド医師     | ダブニー・コールマン             | 塚田正昭   | 村松康雄     | 村松康雄   |
| アントン             | マイルズ・マーシコ               | 瀧本富士子 | 日下ちひろ   | 日下ちひろ |
| シャーマン刑事       | ジョン・ポリト                   | 渡部猛     | 廣田行生     | 廣田行生   |
| おもちゃ屋           | テイラー・ネグロン               | 岩崎ひろし | 田原アルノ   | 田原アルノ |
| レースのアナウンサー | スタン・フリバーグ（声）         | 稲葉実     | 田原アルノ   | 田原アルノ |

- ソフト版

演出：木村絵理子、演出補：久保宗一郎、翻訳：藤澤睦実、制作：東北新社
- テレビ朝日版：初回放送2002年6月30日『日曜洋画劇場』

演出：清水勝則、翻訳：武満真樹、効果：南部満治、調整：佐竹徹也、録音・編集：東京テレビセンター、制作：ザック・プロモーション
- TBS版：初回放送2013年8月21日『水曜プレミア』
  - テレビ朝日版をベースにスノーベルを恵俊彰が新たに吹き替え直し、その他テレビ朝日版と同キャストによって一部台詞が録り直されている。ノーカット放送。

## スタッフ
- 監督：ロブ・ミンコフ
- 製作：ダグラス・ウィック
- 製作総指揮：ジェフ・フランクリン、スティーヴ・ウォーターマン
- 原作：E・B・ホワイト
- 脚本：M・ナイト・シャマラン、グレッグ・ブルッカー
- 撮影：ギレルモ・ナヴァロ
- 編集：トム・フィナン、ジュリー・ロジャース
- 美術：ビル・ブルゼスキー
- 衣装デザイン：ジョゼフ・A・ポロ
- 音楽：アラン・シルヴェストリ
- 字幕：戸田奈津子

## 評価
レビュー・アグリゲーターのRotten Tomatoesでは97件のレビューで支持率は67%、平均点は6.40/10となった。Metacriticでは32件のレビューを基に加重平均値が61/100となった。